# Terry Kennedy
Terry Kennedy, ps. „Compton Ass Terry” (ur. 27 marca 1985 w Long Beach) – amerykański skater.

## Skateboarding
Terry Kennedy zaczął swoją karierę w wieku 14 lat. Aktualnie jest jednym z najlepszych zawodników na świecie, występował w filmach takich jak „baker 3” oraz startował na serii zawodów Street League w 2010 roku zajmując ostatecznie 19 miejsce. Występuje w grze na konsole Skate. Do sponsorów Terry’ego należą między innymi Baker Skateboards, KR3W, Supra Shoes, Fly Society, Venture Trucks, Brigada Eyewear, BAPE, Zinetti oraz Boost Mobile.

## Muzyka
Oprócz sportu, Terry jest również znany dzięki swoim piosenkom, które nagrywał między innymi z grupą Fly Society. Sam mówi, że rap to jedno z jego ulubionych zajęć, osobiście napisał utwór do swojej części filmu „Baker 3”.

## Filmografia
- Street Dreams jako Reese

Wystąpił również w teledysku Ghost Ride It – Mistah F.A.B. oraz teledysku do gry „Skate”, który został wydany 14 września, 2007.

## Strzelanina
W czerwcu 2005 r., Terry został postrzelony dwa razy, raz w szczękę, i raz w przedramię, kiedy opuszczał Long Beach w Kalifornii. W pełni odzyskał siły.